# Oreonetides badzhalensis
Oreonetides badzhalensis là một loài nhện trong họ Linyphiidae.
Loài này thuộc chi Oreonetides. Oreonetides badzhalensis được Kirill Yuryevich Eskov miêu tả năm 1991.